# شون سايبوس
شون سايبوس هو ممثل كندي، ولد في 30 أكتوبر 1981 في كندا.

## أعمال

### أفلام
- (2003) الوجهة النهائية 2[5]
- (2006) الحقد 2[6]
- (2009) ستويك
- (2009) هيجان
- (2011) شخص ريفي أخرق
- (2013) منشار تكساس 3 دي[7]

### مسلسلات
- ميامي

## وصلات خارجية
- شون سايبوس على موقع IMDb (الإنجليزية)
- شون سايبوس على موقع ألو سيني (الفرنسية)
- شون سايبوس على موقع أول موفي (الإنجليزية)
- شون سايبوس على موقع قاعدة بيانات الأفلام السويدية (السويدية)
- شون سايبوس على موقع قاعدة بيانات الفيلم (الإنجليزية)
- شون سايبوس على موقع كينوبويسك (الروسية)